# Belgio ai Giochi della VIII Olimpiade
Il Belgio partecipò ai Giochi della VIII Olimpiade, svoltisi a Parigi dal 4 maggio al 27 luglio 1924,
con una delegazione di 172 atleti impegnati in 17 discipline.
aggiudicandosi 3 medaglie d'oro, 7 medaglie d'argento e 3 medaglie di bronzo.

## Medagliere

### Per discipline
| Sport        | Oro | Argento | Bronzo | Totale |
| ------------ | --- | ------- | ------ | ------ |
| Scherma      | 1   | 2       | 1      | 4      |
| Pugilato     | 1   | 0       | 1      | 2      |
| Vela         | 1   | 0       | 0      | 1      |
| Ciclismo     | 0   | 2       | 1      | 3      |
| Lotta libera | 0   | 1       | 0      | 1      |
| Nuoto        | 0   | 1       | 0      | 1      |
| Pallanuoto   | 0   | 1       | 0      | 1      |
| Totale       | 3   | 7       | 3      | 13     |

### Medaglie
| Medaglia | Atleta                                                                                              | Sport        | Evento                        |
| -------- | --------------------------------------------------------------------------------------------------- | ------------ | ----------------------------- |
| Oro      | Jean Delarge                                                                                        | Pugilato     | Pesi welter                   |
| Oro      | Charles Delporte                                                                                    | Scherma      | Spada individuale maschile    |
| Oro      | Léon Huybrechts                                                                                     | Vela         | Olympic Monotype              |
| Argento  | Rik Hoevenaers                                                                                      | Ciclismo     | Corsa individuale             |
| Argento  | Rik Hoevenaers Auguste Parfondry Jean Van Den Bosch Fernand Saivé                                   | Ciclismo     | Corsa a squadre               |
| Argento  | Pierre Ollivier                                                                                     | Lotta libera | Pesi medi                     |
| Argento  | Joseph De Combe                                                                                     | Nuoto        | 200 metri rana maschili       |
| Argento  | Belgio                                                                                              | Pallanuoto   | Torneo Maschile               |
| Argento  | Maurice Van Damme Fernand de Montigny Albert De Roocker Désiré Beaurain Marcel Berré Charles Crahay | Scherma      | Fioretto a squadre maschile   |
| Argento  | Fernand de Montigny Charles Delporte Joseph De Craecker Léon Tom Paul Anspach Ernest Gevers         | Scherma      | Spada a squadre maschile      |
| Bronzo   | Léonard Daghelinckx Rik Hoevenaers Fernand Saivé Jean Van Den Bosch                                 | Ciclismo     | Inseguimento a squadre        |
| Bronzo   | Joseph Beecken                                                                                      | Pugilato     | Pesi medi                     |
| Bronzo   | Maurice Van Damme                                                                                   | Scherma      | Fioretto individuale maschile |

## Risultati

### Calcio
| Atleta | Classifica |                   |
| --- | --- | ----------------- |
| V · D · M Nazionale belga · Calcio ai Giochi Olimpici Estivi 1924 P De Bie · P Paty · D Demol · D Lorphèvre · D Swartenbroeks · D Verbeeck · C Fierens · C Hanse · C Musch · C Pelsmaeker · C Schelstraete · C Vanhalme · A Bastin · A Coppée · A De Spae · A Gillis · A Grimmonprez · A Henderickx · A Houet · A Larnoe · A Thys · A Van Hege · CT : Maxwell | 9° |                   |
| Nazionale belga · Calcio ai Giochi Olimpici Estivi 1924 | |                   |
| P De Bie · P Paty · D Demol · D Lorphèvre · D Swartenbroeks · D Verbeeck · C Fierens · C Hanse · C Musch · C Pelsmaeker · C Schelstraete · C Vanhalme · A Bastin · A Coppée · A De Spae · A Gillis · A Grimmonprez · A Henderickx · A Houet · A Larnoe · A Thys · A Van Hege · CT: Maxwell                                                                    | P De Bie · P Paty · D Demol · D Lorphèvre · D Swartenbroeks · D Verbeeck · C Fierens · C Hanse · C Musch · C Pelsmaeker · C Schelstraete · C Vanhalme · A Bastin · A Coppée · A De Spae · A Gillis · A Grimmonprez · A Henderickx · A Houet · A Larnoe · A Thys · A Van Hege · CT: Maxwell | Belgio (bandiera) |

### Pallanuoto
| Atleta | Classifica |                   |
| --- | --- | ----------------- |
| V · D · M Nazionale maschile belga di pallanuoto · Giochi olimpici - Parigi 1924 G. Blitz · M. Blitz · Cludts · De Combe · Dewin · Durant · Fleurix · Gailly · Pletincx · Thiry · Vermetten · CT : - | Argento |                   |
| Nazionale maschile belga di pallanuoto · Giochi olimpici - Parigi 1924 | |                   |
| G. Blitz · M. Blitz · Cludts · De Combe · Dewin · Durant · Fleurix · Gailly · Pletincx · Thiry · Vermetten · CT: -                                                                                   | G. Blitz · M. Blitz · Cludts · De Combe · Dewin · Durant · Fleurix · Gailly · Pletincx · Thiry · Vermetten · CT: - | Belgio (bandiera) |